# 堂山芳則
堂山 芳則（どうやま よしのり、1951年1月16日 - ）は、ホッカイドウ競馬に所属していた元調教師。北海道帯広市出身。長男・堂山直樹は元騎手。

## 来歴
父の堂山大企知は繋駕速歩競走の騎手を経て平地競走の調教師に転じたが病に倒れ、三男である芳則も1970年から騎手を務めていたが、1980年12月1日に調教師免許を取得し、30歳で父の厩舎を引き継ぐ形で開業した。騎手としての通算成績は、2259戦255勝（うち重賞11勝）。
1981年4月26日岩見沢競馬第2競走においてマウタオロシが管理馬初出走、4月28日岩見沢第8競走をハクセカイで制して初勝利を挙げている。
1990年代中盤には西本博厩舎から移籍したササノコバンで道営記念連覇、第6回ブリーダーズゴールドカップでも2着と健闘した。2005年にはモエレソーブラッズで兵庫ジュニアグランプリを優勝しダートグレード競走初勝利を挙げている。2001年のミヤマエンデバー、2010年のクラキンコ、2019年のリンゾウチャネルで、北海道三冠馬を三度手がけた。2009年から2012年まで北海優駿を4連覇している。
中央競馬への遠征では1996年のラベンダー賞をカケノジンライで優勝し、中央初出走ながら初勝利を挙げ、2003年の札幌2歳ステークスをモエレエスポワールで制し、中央重賞初勝利を挙げている。
2015年5月6日門別競馬第2競走をミオネイチャーで制し、通算勝利数がホッカイドウ競馬調教師で史上最多の1394勝となった。
2023年11月30日をもって調教師を引退した。

## 主な管理馬
- インタータルガ（1986年全日本アラブ争覇、アラブ3歳優駿、1987年北海盃）
- ホウセイターキン（1992年栄冠賞）
- ササノコバン[2]（1994年ステイヤーズカップ、道営記念、1995年瑞穂賞、道営記念、1996年瑞穂賞）
- コンサートボーイ
- カケノジンライ（1996年ラベンダー賞）
- シダソルジャー（1998年クローバー賞）
- クラキングオー[2]（2000年王冠賞、北海優駿、2001年、2002年ステイヤーズカップ、道営記念）
- ミヤマエンデバー（2001年北斗盃、王冠賞、北海優駿）
- ウィンシュール（2002年イノセントカップ）
- モエレエスポワール（2003年札幌2歳ステークス）[2]
- モエレアドミラル（2004年サンライズカップ、北海道2歳優駿）
- モエレジーニアス（2005年ラベンダー賞、函館2歳ステークス[2]）
- モエレソーブラッズ（2005年兵庫ジュニアグランプリ）
- ジンクライシス（2006年赤レンガ記念、星雲賞）
- ロードバクシン（管理時は未出走）
- マサノミネルバ（2007年栄冠賞、エーデルワイス賞[3]）
- アラベスクシーズ（2009年北海優駿）
- カネマサコンコルド（2009年北海道2歳優駿）[3]
- クラキンコ[2]（2010年北斗盃、北海優駿、フロイラインカップ、王冠賞、2011年コスモバルク記念、星雲賞、2012年星雲賞、2013年ノースクイーンカップ）※クラキングオー産駒
- モエレフウウンジ（2010年イノセントカップ、ブリーダーズゴールドジュニアカップ）
- エルヘイロー（2010年サンライズカップ）
- オネストジョン（2010年道営記念）
- ピエールタイガー（2011年北海優駿）
- ニシノファイター（2012年北海優駿）
- リンゾウチャネル（2018年ジュニアグランプリ、2019年北斗盃、北海優駿、王冠賞、楠賞）
- サンビュート（2022年道営記念、2023年瑞穂賞）[5]